# Szczepan Fit
Szczepan Fit (ur. 19 listopada 1934 w Pajęcznie, zm. 7 września 1997) – polski działacz partyjny i państwowy, w latach 1982–1990 wicewojewoda szczeciński.

## Życiorys
Syn Ignacego i Stefanii. W 1959 wstąpił do Zjednoczonego Stronnictwa Ludowego. Od 1957 do 1962 kierował powiatowym kołem partii w Łobzie, należał też do prezydium Powiatowego Komitetu ZSL w tym mieście, a od 1958 do 1962 pozostawał zastępcą kierownika Wydziału Rolnego Powiatowej Rady Narodowej. Następnie związany z Dębnem, gdzie od 1962 do 1969 należał do prezydium KP ZSL oraz był kierownikiem wydziału w Powiatowej Radzie Narodowej. Następnie od 1969 do 1971 wiceprezes KP ZSL w Choszcznie i zastępca przewodniczącego Prezydium PRN w tym mieście. W 1971 został wiceprzewodniczącym Wojewódzkiego Komitetu Frontu Jedności Narodu w Szczecinie. W latach 1971–1979 pozostawał sekretarzem Wojewódzkiego Komitetu ZSL w Szczecinie, a od 1983 zasiadał w jego prezydium. W 1982 został wicewojewodą szczecińskim.
Pochowany na cmentarzu Centralnym w Szczecinie (61/6/12).